# Norbert Kricke
Norbert Kricke (Düsseldorf, 30 november 1922 – aldaar, 28 juni 1984) was een Duitse beeldhouwer.

## Leven en werk
Kricke studeerde tot 1946 aan de Hochschule für Bildende Künste in Berlijn bij de traditioneel werkende beeldhouwer Richard Scheibe, wiens Meisterschüler hij werd, en Hans Uhlmann, die als een der eerste Duitse beeldhouwers abstracte draadplastieken creëerde. In 1947 keerde Kricke naar Düsseldorf terug, waar hij in 1964 werd benoemd tot hoogleraar aan de kunstacademie in Düsseldorf. Van 1972 tot 1981 was hij daar tevens de directeur.
De eerste abstracte plastieken van Kricke aan het einde van de veertiger jaren waren geometrisch, rechthoekig en sloten nog aan bij de traditie van de constructivisten als Naum Gabo en Antoine Pevsner der vooroorlogse periode. Maar zijn toepassing van vormen werd in toenemende mate vrijer, expressiever en dynamischer. Kricke ving aan met figuratieve sculpturen, plastisch vormgegeven als filigraan of als buigzame draadconstructie. Na 1950 creëerde hij zijn eerste abstracte beeldhouwwerken, die hij Raumplastiken noemde.
Deze Raumplastiken werden zijn belangrijkste uitdrukkingsmiddel, opgebouwd uit, aan elkaar gelaste, metalen staven, die gebundeld of gevlochten op dynamische wijze de ruimte doorklieven. Kricke wilde de mensen een gevoel van vrijheid tonen door deze combinatie van ruimte en beweging. Vanaf de eerste abstracte plastieken uit het begin der vijftiger jaren tot aan zijn dood is hij de (rechte) lijn in zijn vormgeving trouw gebleven.
Met zijn werk behoorde hij tot de belangrijke vertegenwoordigers van de Duitse kunst in de jaren na de Tweede Wereldoorlog. Zijn eerste tentoonstelling had hij in 1953 in Galerie Ophir in München. Norbert Kricke werd uitgenodigd voor de documenta II (1959) en III (1964) en 6 (1977) in Kassel. Internationaal werd zijn werk geëxposeerd in 1961 in het Museum of Modern Art, New York en in 1964 werd hij uitgenodigd voor de Biënnale van Venetië.
Een belangrijke bijdrage leverde Kricke met een grote plastiek voor het nieuwe operagebouw in München (1955/1956), een plastiek voor het nieuwe staatstheater in Gelsenkirchen (1957), een werk voor de nieuwbouw van de Universiteit van Bagdad in 1959 (samen met Walter Gropius) en een grote Raumplastik voor het Los Angeles County Museum of Art in Los Angeles (1965).

## Fotogalerij

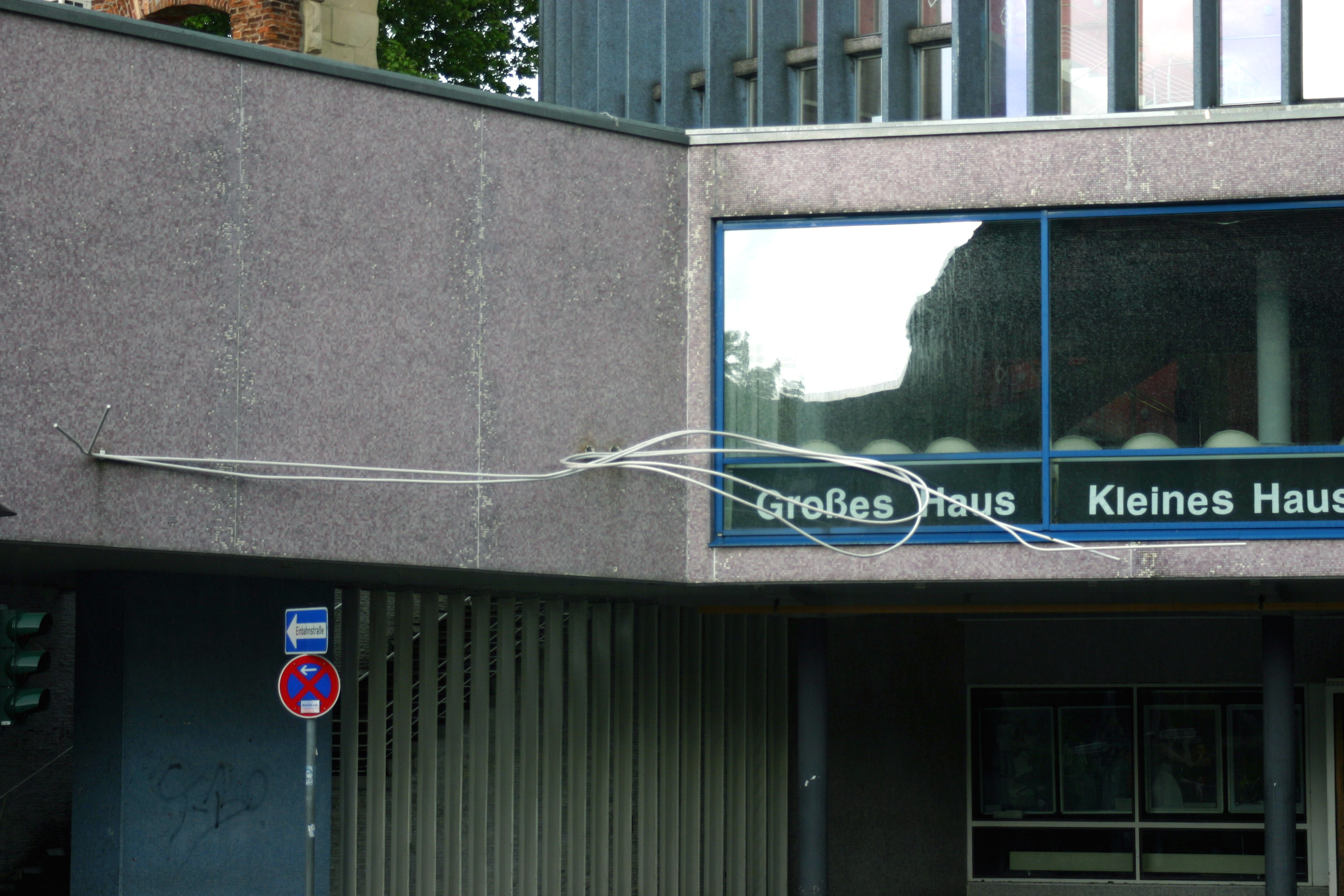
Raum-Zeit-Plastik (1955/6) in Münster
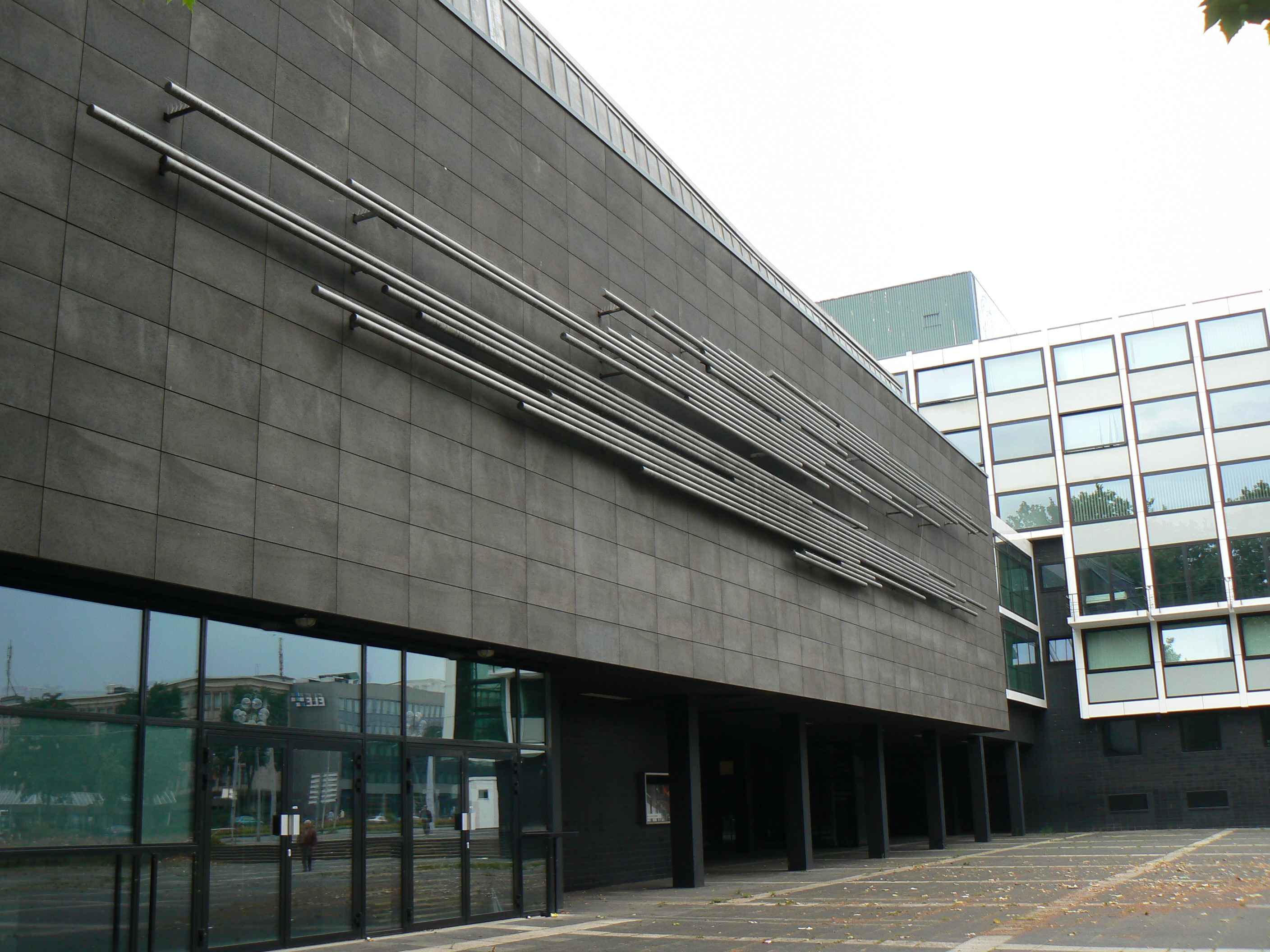
Röhrendickicht (1959) Musiktheater im Revier in Gelsenkirchen
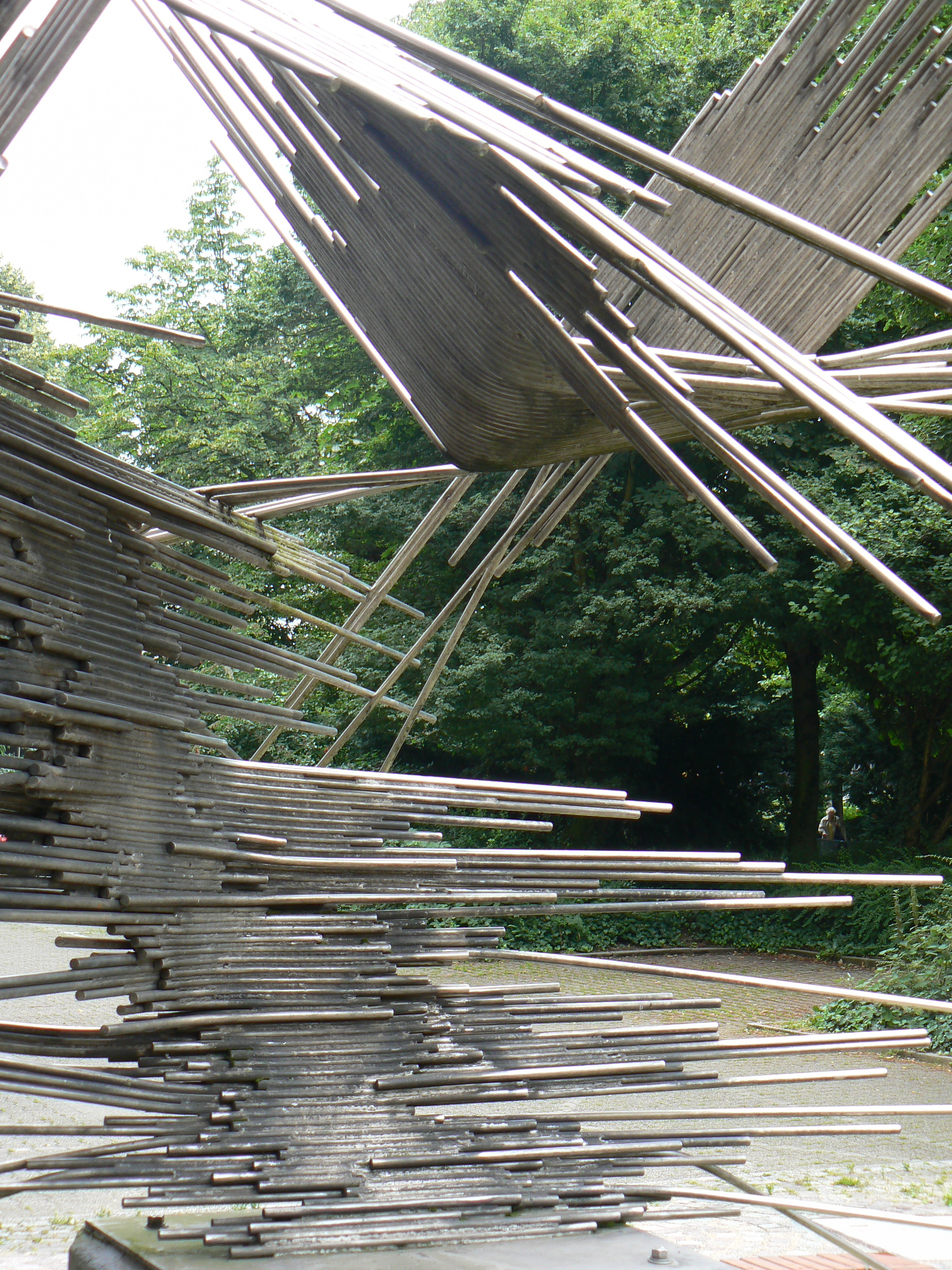
Raumplastik (1959), Gelsenkirchen
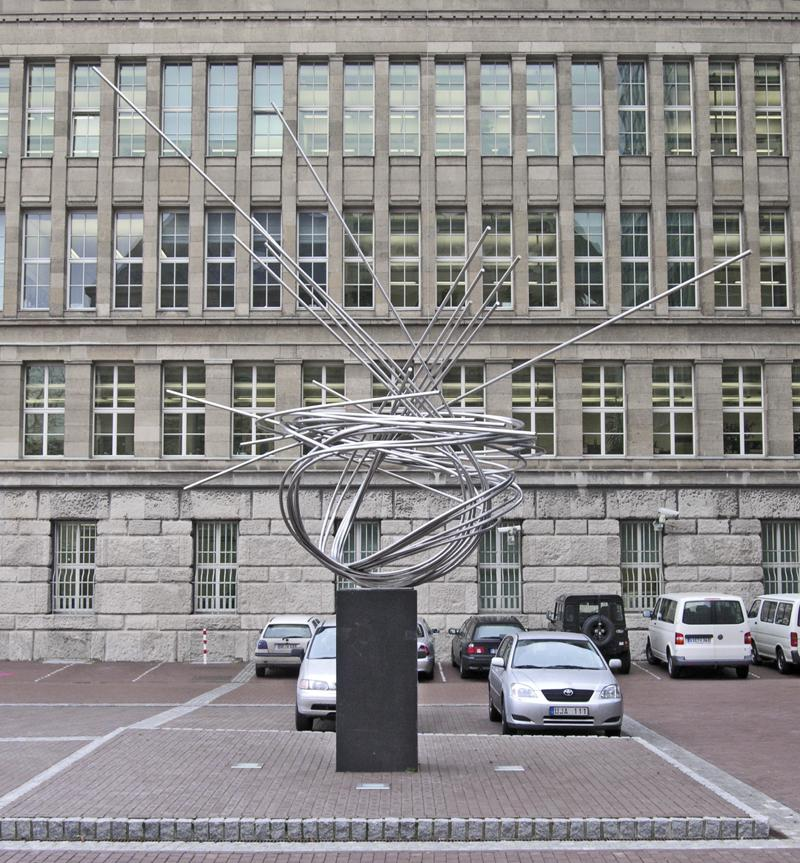
Große Mannesmann (1960), Düsseldorf
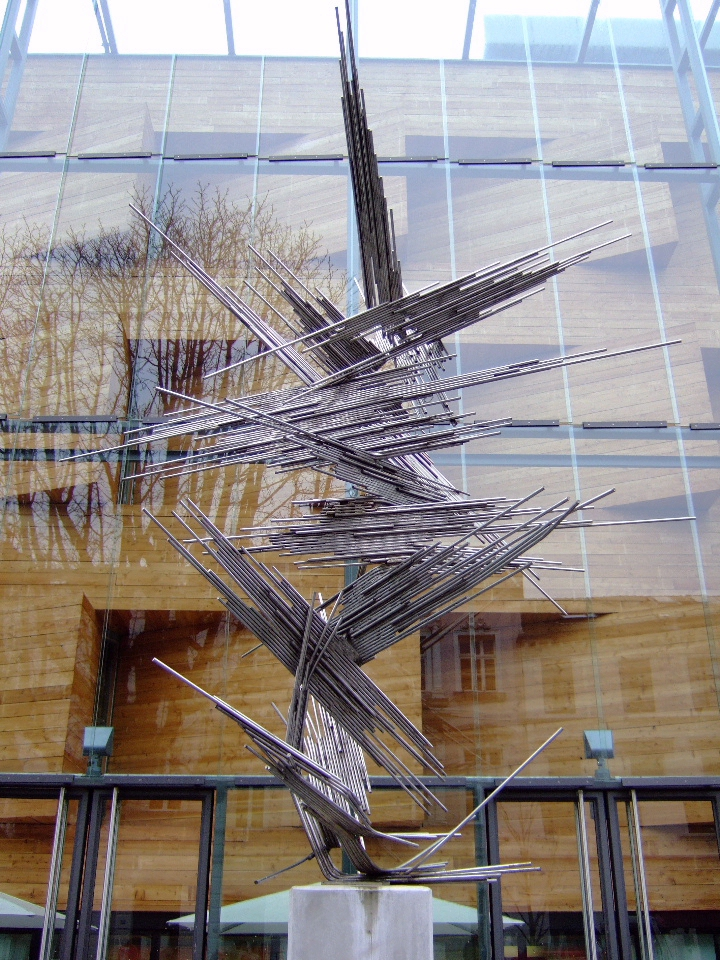
Raumplastik (1967/2003), LVR-LandesMuseum Bonn
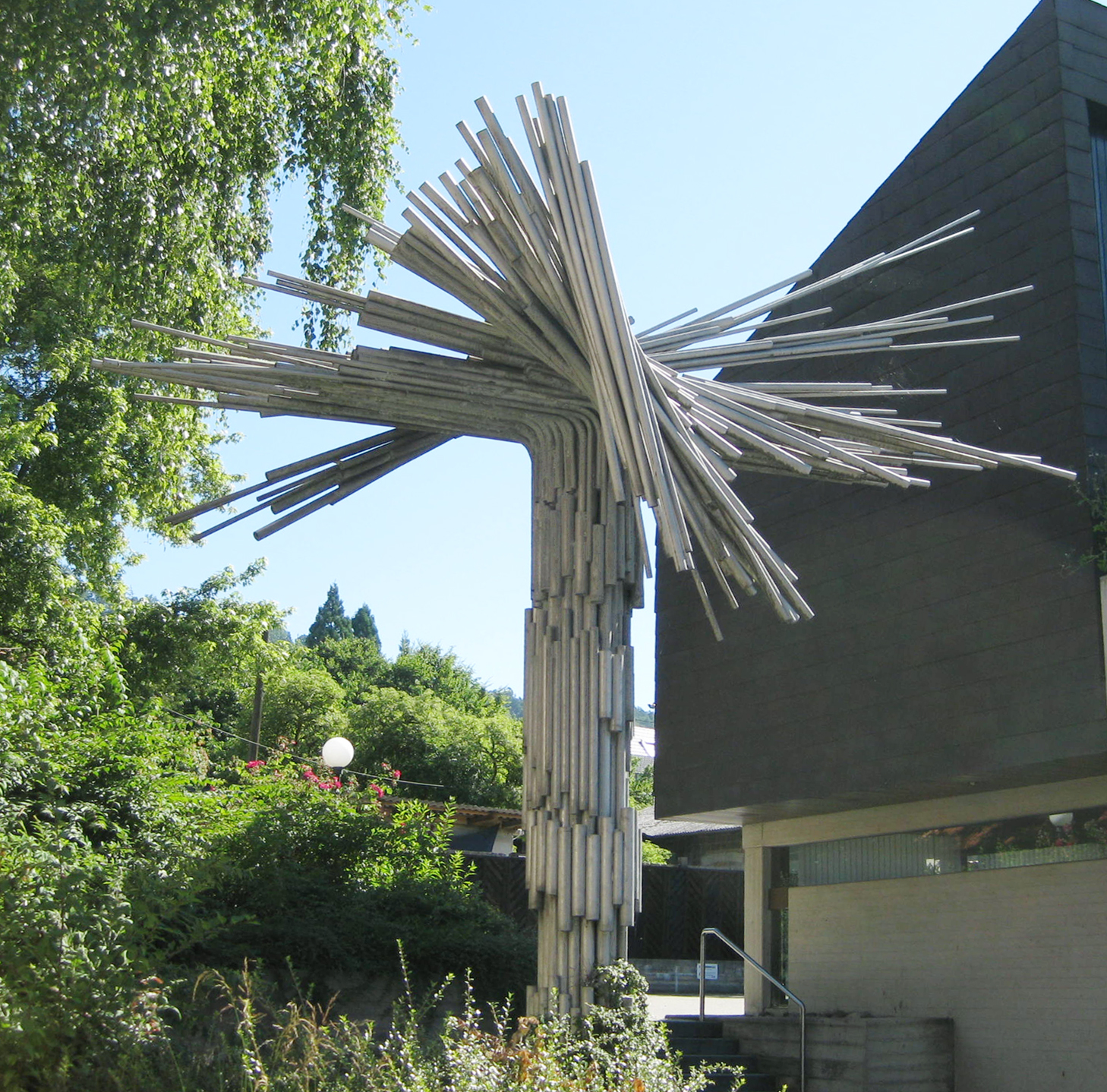
Raumplastik (ca. 1980), Tübingen